# Campionat del Món de motocròs 1964
La temporada de 1964 del Campionat del Món de motocròs fou la 8a edició d'aquest campionat, organitzat per la FIM. El calendari oficial constava de 14 Grans Premis, celebrats entre el 12 d'abril i el 13 de setembre.
Aquell any, el Gran Premi d'Espanya de 250 cc -primera prova de la temporada- abandonà el seu inicial emplaçament al circuit de Pedralbes (habilitat als terrenys d'un antic camp de golf, a l'actual Zona Universitària) i n'estrenà un de nou: el Circuit de Santa Rosa a Santa Coloma de Gramenet, a l'actual barri de Santa Rosa.

## Sistema de puntuació
Barem de puntuació de 1952 a 1969:
| Posició | 1 | 2 | 3 | 4 | 5 | 6 |
| Punts   | 8 | 6 | 4 | 3 | 2 | 1 |

| Resultats que computen                         |
| 1/2 + 1 dels GP (cal acabar-hi les 2 mànegues) |

## 500 cc

### Classificació final

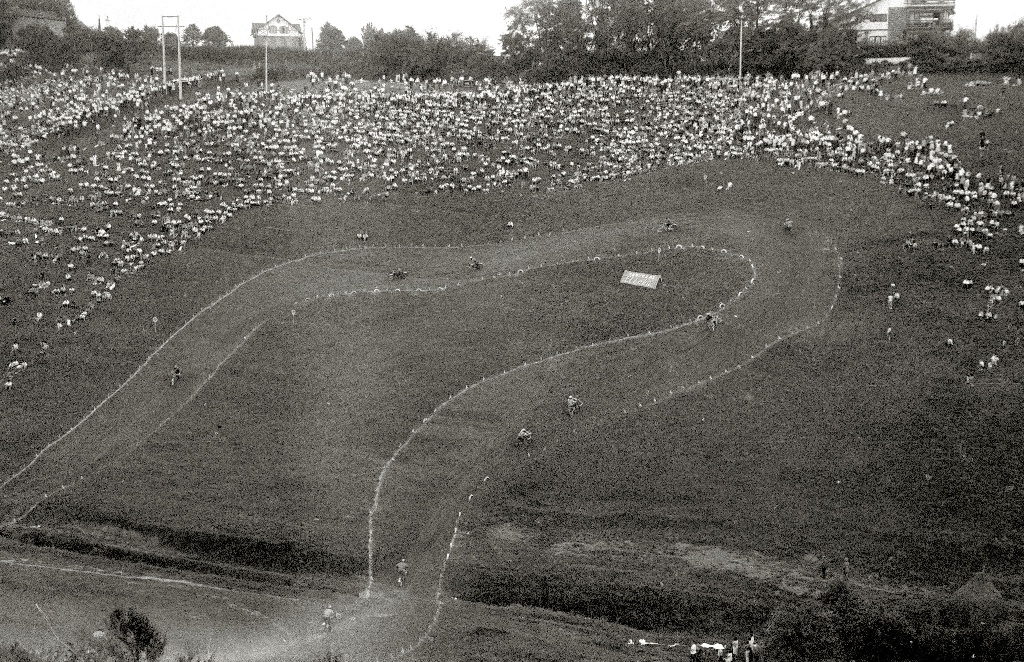
Imatge del GP d'Espanya de 500cc, disputat a Aiete (País Basc) el 13/9/1964

| Posició | Pilot              | Motocicleta       | Punts          |
| ------- | ------------------ | ----------------- | -------------- |
| 1       | Jeff Smith         | BSA               | 56 net/96 brut |
| 2       | Rolf Tibblin       | Hedlund           | 54 net/64 brut |
| 3       | Sten Lundin        | Lito              | 34 net/43 brut |
| 4       | Ove Lundell        | Husqvarna         | 22 net/24 brut |
| 5       | Bill Nilsson       | Métisse-ESO       | 20             |
| 6       | Per Olaf Persson   | Husqvarna         | 15             |
| 7       | Herman De Soete    | Métisse-Matchless | 9              |
| 8       | Jerry Scott        | BSA               | 6              |
| 8       | Vic Eastwood       | Matchless         | 6              |
| 8       | Hubert Scaillet    | Métisse-Triumph   | 6              |
| 8       | John Burton        | Métisse-Triumph   | 6              |
| 12      | Pierre-André Rapin | Monark            | 5              |

## 250 cc

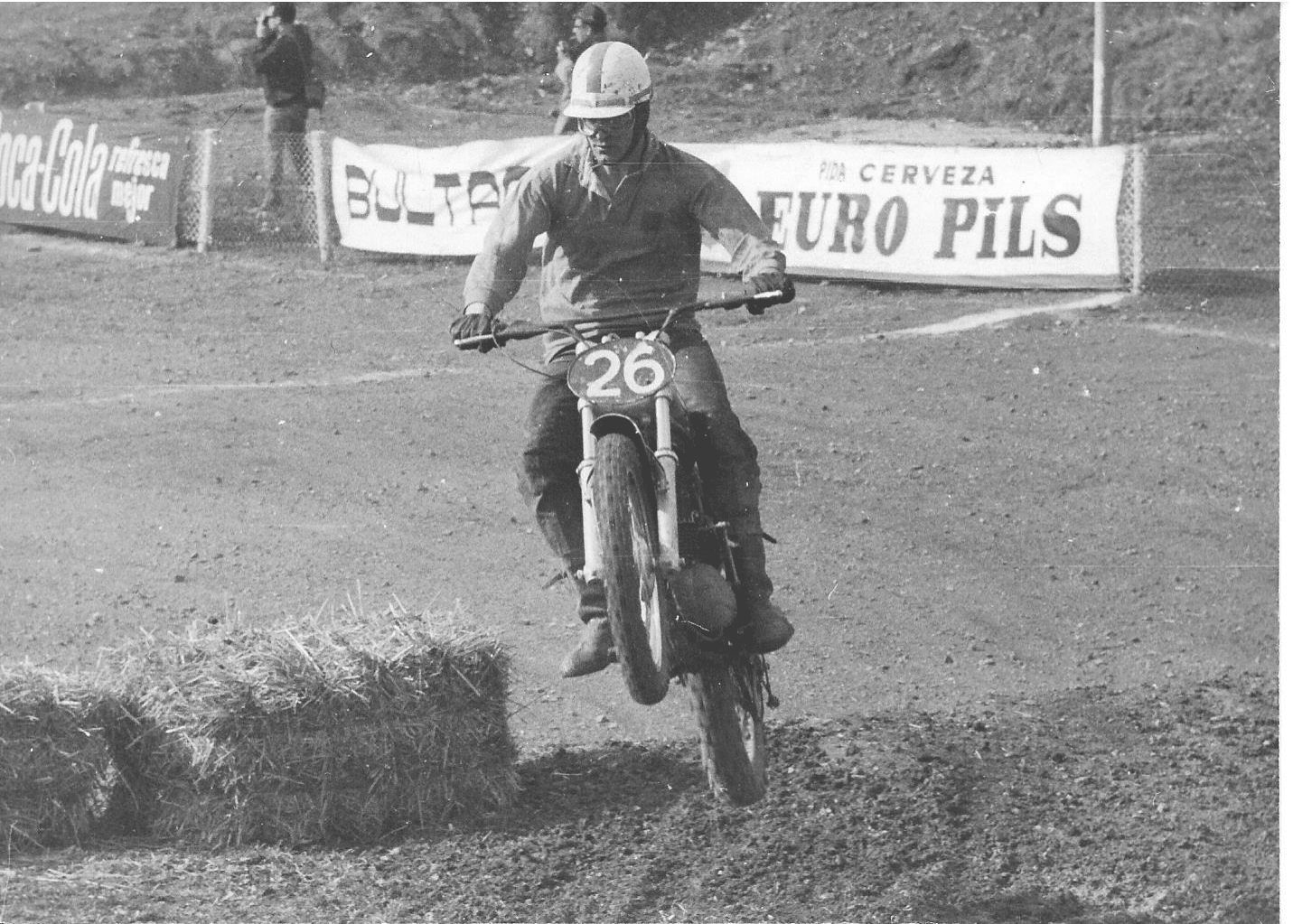
Oriol Puig Bultó al GP d'Espanya de 250cc (5/4/1964)

Joël Robert guanyà el primer dels seus 6 campionats mundials, gràcies als quals ocupa el segon lloc en la llista de pilots amb més títols de la història d'aquest campionat.

### Classificació final
| Posició | Pilot           | Motocicleta | Punts |
| ------- | --------------- | ----------- | ----- |
| 1       | Joël Robert     | ČZ          |       |
| 2       | Torsten Hallman | Husqvarna   | ?     |
| 3       | Víktor Arbékov  | ČZ          | ?     |
| 4       | Ígor Grigóriev  | ČZ          | ?     |
| 5       | Dave Bickers    | Greeves     | 23    |
| 6       | Åke Jonsson     | Husqvarna   | ?     |
| 7       | Vlastimil Valek | Jawa        | 16    |
| 8       | Gunnar Draougs  | ČZ          | ?     |
| 9       | Karel Pilar     | ČZ          | ?     |
| 10      | Cenneth Loof    | Husqvarna   | ?     |
| 11      | Don Rickman     | Bultaco     | 6     |

## Resum: Podi final 1964
|           | 500 cc       | 500 cc  | 250 cc          | 250 cc    |
| Campió    | Jeff Smith   | BSA     | Joël Robert     | ČZ        |
| Subcampió | Rolf Tibblin | Hedlund | Torsten Hallman | Husqvarna |
| Tercer    | Sten Lundin  | Lito    | Víktor Arbékov  | ČZ        |